# Gilles Pieter Duuring
Gilles Pieter Duuring (13 februari 1907 - 31 juli 1942) was een Nederlandse verzetsstrijder tijdens de Tweede Wereldoorlog.
Duuring was huisarts te Ugchelen. Hij richtte de Groep Duuring op. Deze verzetsgroep hield zich bezig met het verzamelen van militaire informatie. Uiteindelijk is hij verraden door Anton van der Waals. Kort nadien werd hij gevat en gefusilleerd. Duuring was een verre afstammeling van Jan Coenraad Duuring, Nederlands kolonel onder Napoleon.